# Trobni Dol
Trobni Dol je naselje u slovenskoj Općini Laškom. Trobni Dol se nalazi u pokrajini Štajerskoj i statističkoj regiji Savinjskoj. 

## Stanovništvo
Prema popisu stanovništva iz 2002. godine naselje je imalo 150 stanovnika.